# 2017
2017. је била проста година, која је почела у недељу. 2017. је седамнаеста година 3. миленијума, седамнаеста година 21. века и осма година 2010-их.

## Догађаји

### Јануар
- 1. јануар — Напади у Истанбулу, убијено 39 људи.
- 4. јануар — Бивши хашки оптуженик и председник Алијансе за будућност Косова Рамуш Харадинај ухапшен је у Француској по потерници Србије, потврдила је његова породица за приштинске медије.
- 14. јануар — Воз који је ујутру из Београда кренуо за Косовску Митровицу заустављен је поподне у Рашкој, на последњој станици пре административне линије са Косовом. Након претњи са косовске стране административне линије да ће пруга бити минирана и информација да ће машиновођа и путници бити похапшени, одлучено је да воз са станице у Рашкој врати за Београд.
- 17. јануар — Стејт департмент потврдио је да су САД увеле санкције председнику Републике Српске Милораду Додику.
- 18. јануар — Снажан земљотрес који је погодио централну Италију, покренуо је лавину која је усмртила 23 особе.
- 19. јануар — Снаге ЕЦОВАС-а, укључујући трупе из Сенегала, Гане и Нигерије, започела је војну интервенцију у Гамбији због политичке кризе у тој земљи одбијањем председника Јаија Џамеха да поднесе оставку након пораза на изборима децембра 2016. од Адама Бароуа.
- 20. јануар — Доналд Трамп, победник на изборима одржаним 8. новембра, положио је заклетву и званично постао 45. председник Сједињених Америчких Држава.
- 21. јануар — Најмање 16 људи је погинуло, а око 40 је повређено након што се аутобус који је превозио мађарске ђаке запалио у северној Италији.
- 23. јануар — У казахстанској престоници Астани почели су мировни преговори који су окупили представнике сиријске владе и побуњеничких група.
- 25. јануар — Нови амерички председник Доналд Трамп потписао је директиве за изградњу зида на граници са Мексиком.
- 26. јануар — Научници са Харварда су објавили прво стварање метализираног водоника у лабораторији користећи дијамантски наковањ.
- 27. јануар — Председник САД Доналд Трамп је потписао извршну наредбу којој се ограничава путовање и имиграција у САД из седам претежно муслиманских земаља, што је довело до протеста и судских пресуда којима је наређена њена делимична суспензија.
  - У Украјини дошло до ескалације сукоба између украјинске војске и про-руских сепаратиста у близини Доњецка, а три дана касније украјинске снаге су покренуле офанзиву после две године рата на истоку земље.
- 29. јануар — Наоружани нападач је усмртио 6 особа и повредио 8 у нападу на џамију у Квебеку.
- 31. јануар — Око 150.000 људи изашло је на улице Букурешта и још толико у још неколико градова Румуније због одлуке да се ублаже прописи о борби против корупције.

### Фебруар
- 1. фебруар — Састанак највиших званичника Београда и Приштине у Бриселу у потпуности је пропао и није донео никакве резултате.
- 2. фебруар — Јаке снаге жандармерије упућене су на Југ Србије у Рашку област и Прешевску долину.
- 5. фебруар — У Косовској Митровици почело је уклањање потпорног зида, који ће према плану уређења, бити замењен новом конструкцијом.
  - Јеменски Хути тврде да су успешно лансирали балистичку ракету на Ријад, а најавили су још напада на главни град Саудијске Арабије која је у марту 2015. године покренула војну агресију на Јемен.
- 8. фебруар — Кинески ватрогасци успели су да ставе под контролу пожар изазван снажном експлозијом у хемијском постројењу у граду Тонглинг на истоку Кине.
  - Мухамед Абдулахи Мухамед је изабран за председника Сомалије.
    - Грешком руске војске, три турска војника су погинула, док их је 11 рањено, током ваздушних напада у северној Сирији.
- 9. фебруар — У експлозији гаса у подземном постројењу за пољопривредна истраживања у јужном Ирану погинуло је пет радника, док их је девет повређено.
  - У нуклеарној централи компаније ЕДФ у Фламанвилу на северозападу Француске, одјекнула је експлозија услед пожара у реактору, при чему нико није повређен и нема нуклеарне опасности.
- 13. фебруар — Власти Калифорније наредили су евакуацију око 180.000 људи који живе низводно од бране на реци Федер код града Оровила због пукотина на преливнику.
- 14. фебруар — На седници Председништва Српске напредне странке једногласно је одлучено да актуелни премијер Александар Вучић буде кандидат напредњака на изборима за председника Србије.
- 15. фебруар — Црногорска скупштина је одлучила да одузме имунитете лидерима опозиционог Демократског фронта, Андрији Мандићу и Милану Кнежевићу, који се сумњиче да су умешани у организовање терористичких напада у изборној ноћи претходне године.

### Март
- 3. март — Расписани председнички избори у Србији.
- 9. март — Осумњичени за напад секиром на железничкој станици у Диселдорфу, у којем је повређено седам особа, пати од "психичког поремећаја", а немачки магазин "Шпигл" је на сајту објавио да је осумњичени идентификован као Албанци са Косова Фатмир Х. који је истражитељима рекао да се надао да ће га полиција убије након напада. Повређени нису у животној опасности.
- 11. март — Планирано полетање руске летелице Сојуз са нова три члана Експедиција 51 / 52 на Међународној свемирској станици. Посаду чине Александар Мисуркин, Николај Тихонов и Марк Т. Ванде Хај.
- 16. март — Седамнаестогодишњи ђак упао је у средњу школу у јужном француском градићу Грас и ранио директора, а још две особе ранио док је пет особа у стању шока.
- 22. март — У терористичком нападу у Лондону испред Парламент Уједињеног Краљевства петоро људи погинуло, а 40 повређено.
- 24. март — На предизборном скупу листе Александра Вучића, у београдској Kомбанк арени, на дан годишњице почетка НАТО бомбрадовања Југославије, говорио је као специјални гост Герхард Шредер, бивши немачки канцелар.
- 28. март — Амерички Сенат ратификовао је у уторак Протокол о приступању Црне Горе НАТО. Резолуција о чланству Црне Горе усвојена је огромном већином гласова сенатора из обе странке — 97 се изјаснило ЗА, док су само двојица сенатора, Ренд Пол и Мајк Ли, били против.
- 26. март — Странка ГЕРБ бившег премијера Бојка Борисова је победила на парламентарним изборима у Бугарској.
- 27. март — Премијер Републике Србије Александар Вучић боравио је у Москви у посети председнику Русије Владимиру Путину који му је пожелео успех на председничким изборима.
- 29. март — Уједињено Краљевство предала писмо, званично почео процес изласка Британије из ЕУ, што би требало да буде готово до 2019. године.

### Април
- 2. април — Александар Вучић победио у првом кругу председничких избора у Србији.
  - Најмање 254 особе су погинуле у поплавама и клизиштима у југозападном колумбијском граду Мокоа.
- 3. април — 14 особа је погинуло у терористичком нападу у метроу у Санкт Петербургу.
  - На потезу између Дома Народне скупштине и Трга Николе Пашића, студенти који су незадовољни изборним резултатима су започели протесте који су се наредних дана проширили широм Србије.
- 4. април — Најмање 58 особа, укључујући 11 деце, је погинуло, а на десетине је повређено у ваздушним нападима на северозападну сиријску провинцију Идлиб, саопштила је Сиријска опсерваторија за људска права.
- 6. април — Бивши хрватски премијер Иво Санадер неправоснажно осуђен на четири и по године затвора због примања мита од око 2,3 милиона евра.
- 7. април — Са америчких разарача у источном Медитерану испаљено 50-60 ракета "томахавк" на позиције сиријске војске у бази Шајрат. Операцију је наредио Доналд Трамп као освету за напад снага Башара ел Асада у Идлибу.
  - Три особе су погинуле, а неколико десетина повређено у терористичком нападу у центру Стокхолма.
    - Војни авион Г-4 супер галеб Војске Србије срушио се у атару села Слатина у општини Уб.
- 9. април — У терористичком нападу на две коптске оријентално-православне цркве у Египту 45 особа је погинуло, а 126 је повређено.
- 15. април — У самоубилачком бомбашком нападу на конвој аутобуса који су евакуисали цивиле из покрајине Идлиб у Алепо, погинуло је више од 120 особа, међу којима 68 деце.
- 16. април — Грађани Турске на референдуму су прихватили предлог актуелног председника Реџепа Тајипа Ердогана о увођењу председничког система у земљи.
- 17. април — У паду малог путничког авиона у околини Лисабона погинуло је 5 особа.
- 20. април — Врховни суд Русије забранио је деловање верске организације Јеховини сведоци у овој земљи.
  - Полетела руска летелица Сојуз са два члана Експедиција 51 / 52 на Међународној свемирској станици. Посаду чине Фјодор Јурчихин и Џек Д. Фишер.
- 27. април — Више од 100 особа, укључујући двадесетак полицајаца и тројицу посланика повређено је у Скопљу пошто је маса присталица ВМРО-ДПМНЕ упала у Собрање. Нереди почели након што је гласовима социјалдемократа и албанских партија Талат Џафери изабран за председника Собрања — уз бурно негодовање посланика ВМРО-ДПМНЕ. Међу повређенима лидер СДСМ-а Зоран Заев. Тешке повреде задобио је албански посланик Зијадин Села. Полиција евакуисала све посланике. Полиција се сукобила и са демонстрантима, који су поставили шаторе испред Собрања.
- 28. април — Скупштина Црне Горе усвојила је предлог закона о чланству те земље у НАТО-у.
  - Илир Мета изабран за новог председника Албаније.

### Мај
- 13. мај — Премијер и изабрани председник Србије Александар Вучић у Пекингу учествовао је на вишедневном Форуму „Појас и пут за међународну сарадњу“, током ког је разговарао са бројним државницима, међу којима и председником и премијером Кине Си Ђинпингом, Ли Кећангом и председником Русије Владимиром Путином.
- 19. мај — При нападу на војну базу Брак ел Шати у Либији убијено је више од 140 људи.
- 20. мај — Хасан Рохани поново је изабран за председника Ирана.
- 21. мај — Хокејаши Шведске освојили су титулу светског првака на 81. светском првенству у хокеју на леду.
  - Кошаркаши Фенербахчеа су савладали Олимпијакос са 80 : 64 у финалу Евролиге.
- 22. мај — У самоубилачком нападу на концерту америчке певачице Аријане Гранде у Манчестер арени у Манчестеру, погинуле су 22 и повређено више од 100 особа.
- 23. мај — Филипински председник Родриго Дутерте прогласио је ванредно стање на Минданау посреди оружаних сукоба са исламистичком групом Мауте у Марави Ситију.
- 26. мај — Маскирани наоружани милитанти напали су конвој коптских хришћана у Минји (Египат) након чега су египатски борбени авиони бомбардовали војне кампове у Дарни (Либија).
- 29. мај — Планирано полетање руске летелице Сојуз са нова три члана Експедиција 52 / 53 на Међународној свемирској станици. Посаду чине Фјодор Јурчихин, Паоло Несполи и Џек Фишер.
- 31. мај — Победник председничких избора Александар Вучић је на свечаној седници у Скупштини положио заклетву, чиме је Србија и званично добила новог шефа државе.

### Јун
- 3. јун — Најмање седам особа је убијено, а 48 је рањено у терористичком нападу у централном Лондону.
  - Фудбалери Реал Мадрида су савладали Јувентус са 4:1 у финалу Лиге шампиона.
- 5. јун — Црна Гора званично постала 29. чланица НАТО пакта.
  - Саудијска Арабија, УАЕ, Бахреин и Египат прекинули дипломатске односе са Катаром због наводног подржавања тероризма од стране власти те земље.
- 6. јун — Сиријске демократске снаге су, уз подршку америчких снага, објавиле су да су покренуле офанзиву за заузимање Раке престоницу Исламске Државе.
- 7. јун — Најмање 13 особа је убијено а десетине су рањене у два напада у Техерану. Прво су четири наоружане особе упале у зграду парламента и пуцале, а затим су непознати нападачи отворили ватру на маузолеј Ајатолаха Хомеинија. Исламска Држава је преузела одговорност за нападе, саопштила је новинска агенција блиска ИД.
- 8. јун — На општим изборима у Уједињеном Краљевству, владајућа Конзервативна странка садашње премијерке Терезе Меј је освојила највише гласова, али је изгубила већину у парламенту.
- 9. јун — Одреди сиријске армије стигли су до сиријско-ирачке границе на североистоку од насеља Танф. Сиријске провладине снаге сада контролишу више од петине стратешки важног дела пустиње у земљи, саопштила је сиријска војска, пошто је први пут од 2015. године стигла до источне границе са Ираком.
- 11. јун — На Косову и Метохији су одржани ванредни парламентарни избори на којима је бирано 120 посланика Скупштине Косова, пошто је у мају изгласано неповерење влади Исе Мустафе. Највише гласова, 33,74%, освојила је коалиција Демократске партије Косово (ДПК), Алијансе за будућност Косова (АБК) и Иницијативе за Косово (ИК), али недовољно да сама формира владу. Од гарантованих 10 места за српске посланике, Српска листа је обезбедила девет мандата, док је један мандат освојила Самостална либерална странка.
- 12. јун — Рафаел Надал и Јелена Остапенко победници Ролан Гароса у појединачној конкуренцији.
- 14. јун — Резерват биосфере „Бачко Подунавље” уврштен у листу светских резервата биосфере.
  - Како је саопштио војни ресор Сирије, читава територија око града Арак, такозвани арапски троугао, у потпуности је ослобођен од терориста Исламске Државе коју држе територију више од две године.
- 15. јун — Председник Србије Александар Вучић именовао Ану Брнабић за мандатара за састав нове Владе Србије.
- 18. јун — Иранска револуционарна гарда испалила је из западног дела Ирана ракете "земља-земља" на источни део Сирије, гађајући базе екстремистичких група које Иранци сматрају одговорним за прошлонедељне самоубилачке нападе у Техерану у којима је 18 људи погинуло, јавила је новинска агенција "Тасним".
  - Коалиционе снаге, предвођене САД, обориле су сиријски војни авион код Раке, саопштила је сиријска војска. Авион је оборен јер је бомбардовао позиције у близини снага које подржавају САД, саопштава Коалиција.
    - Најмање 62 особе су погинуле у великим шумским пожарима који су избили у централном Португалу.
- 23. јун — У Палати Србија у Београду одржана је свечаност поводом инаугурације Александра Вучића за председника Србије.
- 24. јун — Неколико особа је убијено у нападу израелских авиона на Сирију, који се догодио након што је десет пројектила из те ратом разорене земље погодило Голанску висораван.
- 29. јун — Међународни арбитражни суд одлучио да Словенији припадну три четвртине Пиранског залива и слободан пролаз у међународне воде преко хрватских територијалних вода.
  - Ана Брнабић изабрана је за нову премијерку Владе Србије са 157 гласова за и 55 против. Уздржаних није било, док је 38 било одсутно.

### Јул
- 4. јул — Светска здравствена организација објавила је да је у Јемену скоро 270.000 људи заражено колером због епидемије.
- 5. јул — Либијски војни командант и фелдмаршал Калифа Хафтар прогласио је победу у Бенгазију, другом по величини граду у Либији, након што су га три године раније заузели џихадисти.
  - Суд за злочине Ослободилачке војске Косова (ОВК) у Хагу званично је постао спреман за рад пошто је коначно утврђен и судски Правилник о поступку и доказима, саопштила је у Хагу судија већа Уставног суда Ен Пауер Форд.
- 7. јул — Уједињене нације су усвојиле Уговор о забрани нуклеарног оружја подршком 123 од 193 земље чланице ове организације.
  - Након што је 30. јуна закон о истополним браковима у Немачкој прошао Бундестаг прихваћен је и у Бундесрату те сада чека одобрење председника.
- 9. јул — У Истанбулу је завршен 450 km дуг Марш правде који је из Анкаре кренуо 15. јуна у знак протеста против хапшења у серији владиних чистки због покушаја пуча 15./16. јула 2016.
- 10. јул — Ирачка влада је прогласила победу у битки за Мосул услед које је убијено више од 8.000 цивила и расељено око милион људи.
  - Амерички технички комитет ISO 639-2 са седиштем у Конгресној библиотеци у Вашингтону није прихватио кодификацију црногорског језика наводећи да је у питању једна од варијанти српског језика.
- 21. јул — Либанска армија и Хезболах су покренуле велику војну офанзиву у Долини Арсал на истоку државе против припадника Тахрир ел Шам и најавили војне операције против припадника Исламсе Државе на подручју планинског венца Западни Каламун који се простире ка Сирији.
- 24. јул — Председник Србије Александар Вучић позвао је грађане Србије на унутрашњи дијалог о Косову и Метохији.
- 27. јул — Либанска армија, Хезболах и Сиријска арапска армија су склопиле мировни споразум са припадницима терористичке организације Тахрир ел Шам о предаји и њиховом пребацивању и евакуисању са територије Либана у сиријску покрајину Идлиб.
- 28. јул — Полетела руска летелица Сојуз са нова три члана Експедиција 52 / 53 на Међународној свемирској станици. Посаду чине Рендолф Брезник, Паоло Несполи и Сергеј Ризански.

### Август
- 3. август — Бразилски фудбалер Нејмар је прешао у Пари Сен Жермен у рекордном трансферу од 222 милиона евра.
- 4. август — Пол Кагаме је са 98,8% освојених гласова четврти пут заредом постао председник Руанде.
- 10. август — Отворена прва Икеа у Србији у Зуцу, код Београда, величине 33.437 квадратних метара.
- 12. август — Војска Сирије ослободила кључни град Ал Сухна у централном делу земље и обезбедила даљи продор на исток према покрајини и опкољеном граду Дајр ез Заур и великим нафтним и гасним пољима.
- 17. август — Војска Сирије сломила Исламску Државу на три котла у покрајинама Рака, Хомс и Хама и опколила њене припаднике у мањем граду Акербату у Централној Сирији.
- 19. август — Либанска армија и Хезболах су покренуле одлучан напад против припадника Исламске Државе на граници са Сиријом.
- 20. август — Ирачка републиканска гарда је након ослобађања града Мосула у јулу покренула офанзиву на северни град Тал Афар у покрајини Нинива.
- 28. август — Либанска армија протерала и последњег припадника Исламске Државе са своје територије чиме је окончан шестогодишњи конфликт у Либану.
  - Северна Кореја испалила ракету која је прошла изнад севера Јапана.
- 31. август — На неформалном састанку председника Србије Александра Вучића и косовског председника Хашима Тачија, чији је домаћин у згради Европске спољнополитичке службе у Бриселу била шефица ЕУ дипломатије Федерика Могерини, размењена су мишљења о наставку дијалога о нормализацији односа између Београда и Приштине. Претходни такав састанак одржан је 3. јула.

### Септембар
- 1. септембар — У Хамбургу је отворен истраживачки центар Европски XFEL с највећим и најјачим рендгенским ласером на свету.
- 2. септембар — Услед поплава у јужној Азији које у Бангладешу, Пакистану, Индији и Непалу трају још од јула погинуло је најмање 1.300 и погођено око 45 милиона људи.
- 3. септембар — Северна Кореја је у хамгјоншком округу Килчу провела свој шести нуклеарни тест јачине око 120 килотона ТНТ-а
  - Русија је резултатом 3 : 2 савладала Немачку у финалу ЕП у одбојци које је одржано у Пољској и на којем је Србија освојила бронзу.
- 5. септембар — Сиријска војска прекинула трогодишњу опсаду опкољеног града Дајр ез Заур од припадника Исламске Државе.
  - Ураган Ирма који се 30. августа формирао код Зеленортских Острва достигао је изнад Кариба (Порторико) категорију 5.
- 6. септембар — Европски суд правде одбио је жалбе влада Мађарске и Словачке да се заустави расподела избеглица у ЕУ.
- 8. септембар — Сиријске демократске снаге састављене претежно од етничких Курда су покренуле офанзиву са леве обале реке Еуфрат на источне делове града Дајр ез Заур против припадника Исламске Државе са циљем заузимања читаве Источне Сирије и великих нафтовода и гасовода у том делу државе.
- 9. септембар — У Приштини је изабрана косовска влада са премијером Рамушом Харадинајем, лидером Алијансе за будућност Косова. Влада има 21 министарство, а три министарства — за повратак, локалну самоуправу и пољопривреду — водиће Срби. Харадинај је могао да формира владу тек захваљујући подршци Срба који имају 10 мандата, од којих је девет освојила Српска листа коју је подржала влада у Београду.
- 11. септембар — Сиријска војска припремила понтонске мостове и амфибије у граду Дајр ез Заур са намером да започне десант преко реке Еуфрат како би наставила даље војне операције против Исламске Државе са кодним називом Асадов (Лављи) скок поводом рођендана сиријског председника Башара ел Асада.
- 12. септембар — У 21.17.02 UTC ракетом Сојуз лансирана трочлана посада Експедиција 53 / 54 на Међународној свемирској станици. Посаду чине Александар Мисуркин, Марк Т. Ванде Хај и Џозеф Акаба.
  - Википедија на српском језику започела у оквиру Недеље поноса од 11. до 17. септембра Уређивачки маратон - Недеља поноса најављен за 14. септембар.
- 15. септембар — Мисија Касини—Хајгенс, која је трајала тринаест година, званично се завршила уласком летелице у Сатурнову атмосферу.
  - Представница руског Министарства спољних послова Марија Захарова, изјавила је да су снаге сиријских власти успешно прешле реку Еуфрат и заузеле позиције на источној обали.
- 16. септембар — Руска војска бомбардовала је положаје Сиријских демократских снага у источној провинцији Дајр ез Заур.
  - Ирачке оружане снаге су покренуле офанзиву на западну покрајину Анбар која је била прва мета припадницима Исламске Државе.
    - Сиријска арапска армија (САА) и Хезболах покренули су операције дуж ирачке границе са главним циљем ослобођења Ал Букмала, најважнијег граничног прелаза на крајњем југоистоку Сирије.
- 17. септембар — Под слоганом "За промену" у Београду је у свечаној атмосфери и без инцидената одржана "Парада поноса".
  - Амерички председник Доналд Трамп исмејао је лидера нуклеарно наоружане Северне Кореје Ким Џонг Уна као „ракеташа” (енгл. Rocket Man), док су саветници Беле куће упозорили да ће се та изолована земља суочити са уништењем уколико не стави тачку на своје оружане програме и ратоборне претње.
    - Кошаркашка репрезентација Словеније нови је првак Европе након победе над селекцијом Србије у финалу Европског првенства у Истанбулу.
- 18. септембар — Специјалне јединице Сиријске арапске армије уз надзор руских инструктора прешле су Еуфрат јужно од Дајр ез Заура и направиле мостобран како би се обезбедило пребацивање осталих трупа.
- 19. септембар — Припадници терористичке организације Тахрир ел Шам покренули су офанзиву против сиријске војске и руске војне полиције задужене за надгледање демилитаризације зоне.
- 20. септембар — Премијер Ирака Хајдер ел Абади изјавио је да су ирачке снаге почеле операцију за преузимање града Хавије од екстремистичке организације Исламска Држава Ирака и Леванта (ИДИЛ).
- 23. септембар — Тигрове снаге Сиријске арапске армије (САА) уништиле су последња терористичка упоришта Исламске Државе на западној обали Еуфрата у покрајини Рака и очистиле међупокрајинску границу између Раке и Дајр ез Заура.
- 24. септембар — Коалиција Хришћанско-демократске уније и Хришћанско-социјалне уније Баварске канцеларке Ангеле Меркел освојила је највише места у Бундестагу на Немачким савезним изборима.
- 25. септембар — На референдуму о независности Ирачког Курдистана 92,7% изашлих бирача гласало је за независност те ирачке покрајине.
- 26. септембар — Саудијски краљ Салман ел Сауд декретом је женама у Саудијској Арабији омогућио да добију возачке дозволе и управљају моторним возилима.

### Октобар
- 1. октобар — Одржан је референдум о независности Каталоније, на којем је за независност гласало 90% становништва.
  - Шпанска полиција покушала је да спречи гласање уз употребу полицијске силе, а каталонска влада је рекла да је најмање 844 људи повређено у нередима, од чега 335 у Барселони.
  - Женска одбојкашка репрезентација Србије нови је првак Европе након победе над селекцијом Холандије у финалу Европског првенства у Бакуу.
- 2. октобар — Најмање 58 особа је убијено, а више од 500 је рањено кад је наоружани нападач отворио ватру на фестивалу кантри музике у Лас Вегасу.
- 4. октобар — Последња два од укупно шест „мигова 29“ допремљена су из Русије на аеродром Батајница.
- 7. октобар — Турски председник Реџеп Тајип Ердоган рекао је да је тренутно у току велика војна операција у провинцији Идлиб на северозападу Сирије, где се спрема упад Слободне сиријске војске уз подршку Турске.
- 9. октобар — Председник Турске Реџеп Тајип Ердоган допутовао је у вишедневну посету Србији где је дочекан уз највише државне почасти.
- 10. октобар — Портпарол каталонске владе Хорди Туруљ рекао је да су посланици потписали Декларацију која је "симболичан акт у који смо уписали нашу преданост проглашењу независности" и додао да би званичну декларацију требало да направи каталонски парламент.
- 12. октобар — Турска оклопна возила ушла су у североисточни део Сирије како би применили споразум о спровођењу демилитаризације у Идлибу, покрајини у којој доминирају милитаристи повезани са Ал Каидом, активисти који прате конфликте и побуњеничке изворе.
- 13. октобар — Курдска телевизија „Рудав” објавила је изјаву потпредседника региона Курдистана Косрата Расула да је десетине хиљада курдских бораца распоређено у мултиетничком ирачком региону Киркук, богатом нафтом, како би се супротставили могућој „претњи” ирачких снага.
- 15. октобар — Упркос демантима Регионалне владе Курдистана, Безбедносни савет те покрајине саопштио је да су курдске снаге уништиле најмање пет „хамера” ирачке војске која их је напала без разлога.
- 16. октобар — Ирачке владине снаге упале су у централни део Киркука, након што су преузели контролу над кључним деловима града од курдских бораца.
- 18. октобар — У Сирији је погинуо један од најпознатијих генерала владиних снага Исам Захредин који одговара за одбрану града Дајр ез Заур након што је његово возило налетело на мину у подручју острва Сакер на реци Еуфрат.
- 19. октобар — У 10 часова, други ултиматум из Мадрида истекао је да се одустане од независности Каталоније, након што је влада у Мадриду најавила да ће се, ако се не деси до 10 сати, аутономија Каталоније укинути.
- 21. октобар — Шпански премијер Маријан Рахој изјавио је данас да је влада у Мадриду укинула каталонску регионалну владу. Према речима премијера, „влада је морала да примени тај улог иако то није хтела”.
- 22. октобар — У року од неколико сати Сиријске демократске снаге (СДФ) под вођством сиријских Курда, које подржавају Сједињене Државе, објавиле су данас да су преузеле највеће нафтно поље Омар у Сирији од екстремистичке организације Исламска Држава.
  - На Косову и Метохији одржан је први круг локалних избора, а други 19. новембра. У општинама са већинским српским живљем победила је Српска листа.
- 23. октобар — Високи званичник америчког Стејт департмента Брајан Хојт Ји поручио је у Београду да се не може седети на две столице истовремено и да Србија, која жели да постане члан ЕУ, мора да пошаље врло јасну поруку, а не да балансира између две стране.
- 27. октобар — Скупштина Каталоније усвојила је декларацију о независности већином гласова и прогласила отцепљење из Шпаније. За независност је гласало 70 од 135 посланика, 10 их се супротстављало, а два бирачка места била су празна. Посланици опозиције оставили су продају пре гласања.
  - Одмах након тога, шпански сенат је активирао члан 155 Устава и усвојио ванредне мере.
- 30. октобар — „Унутрашњи дијалог о Косову“, који је иницирао председник Александар Вучић, започео је првим састанком Радне групе сачињене од правника који су разменили мишљења о могућим моделима решења за КиМ.
- 31. октобар — Најмање осморо људи је изгубило живот, док је више од десеторо повређено током напада у Њујорку.
  - Република Суринам је постала прва држава која је званично повукла признање независности Републике Косово.

### Новембар
- 2. новембар — Тапанули орангутан потврђен је као нова врста великог човеколиког мајмуна.
- 4. новембар — Сиријске власти су објавиле да је читав град Дајр ез Заур ослободђен од припадника Исламске Државе и да је под контролом државне војске, као и да се наставља акција даљег чишћења покрајине Дајр ез Заур.
  - Премијер Либана Саад Харири поднео је оставку током посете Саудијској Арабији због наводног страха по личну безбеднуст оптуживши Иран и покрет Хезболах.
    - Снажна експлозија одјекнула је у близини аеродрома у саудијској престоници Ријаду, када је, како тврди саудијско министарство, ракета из Јемена успешно пресретнута. Са друге стране, јеменски шиитски побуњеници Хути поручују да је напад био успешан и да је потресао Ријад. Либански председник Мишел Аун оптужио је наредних дана саудијске власти да Харирија држе као таоца и захтевао да га пусте кући на своју дужност премијерску дужност
- 5. новембар — Најмање 27 људи је убијено, а 20 је повређено у нападу који се догодио у баптистичкој цркви у Тексасу.
- 7. новембар — На крају боравка мисије ММФ-а у Србији поводом последње осме ревизије аранжмана са ММФ-ом који се завршава у фебруару 2018. председник Србије Александар Вучић и шеф мисије ММФ Џејмс Руф нагласили су да је Србија направила озбиљан посао стабилизујући привреду у протекле три године.
- 8. новембар — Председник Европске комисије Жан Клод Јункер изјавио је да очекује да Србија постане чланица ЕУ и пре 2025. године.
- 12. новембар — Борут Пахор је реизабран на место председника Словеније.
  - Најмање 500 особа је погинуло у земљотресу магнитуде 7,3° који је погодио погранично подручје између Ирака и Ирана у покрајини Керманшах.
- 13. новембар — 23 од 28 земаља чланица ЕУ потписали су пакт ПЕСЦО који подразумева формирање војске ЕУ, а земље које нису потписале споразум су Уједињено Краљевство, која напушта Унију, Данска, Ирска, Португал и Малта.
  - У Београду је одржан други састанак руског и америчког преговарача о решавању кризе на истоку Украјине.
- 14. новембар — Војска Зимбабвеа извела државни удар у земљи и преузела контролу над главним градом Харареом.
- 15. новембар — У поплавама које су погодиле Грчку страдало је најмање 14 особа.
- 17. новембар — Српска одбојкашица Тијана Бошковић проглашена за најбољу одбојкашицу Европе по избору ЦЕВ-а.
- 19. новембар — Сиријска арапска армија (САА) и њени савезници ослободили последње упориште Исламске Државе у провинцији Дајр Ез Заур, Ал Букамал.
- 21. новембар — Председник Србије Александар Вучић примио је у Београду председника Управног одбора Фонда за отворено друштво Александра Сороша, старијег сина америчког милијардера Џорџа Сороша.
  - Раном зором непознати наоружани људи заузели центар Луганска.
    - Лидер Двери Бошко Обрадовић гађао је компјутерским мишем у лице Александра Мартиновића, председника Административног одбора, на седници овог тела на којој су утврђиване новчане казне за мере изречене четворици опозиционих посланика, међу којима је и Обрадовић, на скупштинском заседању
    - Гвинеја Бисао повукла одлуку из 2011. о признању независности Косова.
    - Роберт Мугабе је поднео оставку на место председника Зимбабвеа.

- 22. новембар — Првостепеном пресудом од Хашког трибунала, српски генерал, начелник Главног штаба Војске Републике Српске (1992—1995) и један од српских вођа током распада Југославије Ратко Младић осуђен је на доживотни затвор.
- 23. новембар — Фудбалери Партизана савладали су Јанг Бојс са 2:1 (1:1) у петом колу Групе Б Лиге Европе и пре последњег кола обезбедили пласман у нокаут фазу.
- 24. новембар — Министар за државну безбедност ЛНР Игор Пасечник саопштио је да је председник Игор Плотницки због лошег здравственог стања дао оставку на своју функцију.
  - У експлозији и оружаном нападу који се догодио у египатској џамији на Синају погинуло је најмање 305 особа.
- 26. новембар — Индонежанске власти су наредиле евакуацију 100.000 људи са Балија због ерупције вулкана Агунг.
  - Најмање две особе су погинуле, а барем 30 их је повређено у снажној експлозији која се догодила у фабрици у кинеском граду Нингбо.
- 28. новембар — Председница Владе Србије Ана Брнабић, на Самиту Кине и земаља средње и источне Европе (ЦИЕЗ) у Будимпешти, на коме је потписано више споразума о инвестицијама, разговарала са кинеским премијером Ли Кећангом и мађарским Виктором Орбаном о даљој сарадњи.
- 29. новембар — Жалбено веће Хашког суда потврдило првостепену пресуду шесторици највиших политичких и војних лидера Херцег Босне. Током изрицања пресуде генерал Слободан Праљак извршио самоубиство у судници попивши отров.

### Децембар
- 4. децембар — Бивши председник Јемена Али Абдулах Салех убијен је у нападу побуњеника из покрета Хути, потврдила је Странка генералног народног конгреса.
- 5. децембар — Демонстранти ослободили бившег председника Грузије Михаила Сакашвилија из полицијског аутомобила након што је ухапшен у Кијеву.
  - Циклон Окхи погодио је Индију и Шри Ланку, усмртивши најмање 39 особа, док је на стотине особа нестало.
    - Међународни олимпијски комитет забранио је Русији да се такмичи на Зимским олимпијским играма 2018. након истраге о допингу на Зимским олимпијским играма 2014.
- 6. децембар — Бошњачки члан Предсједништва БиХ Бакир Изетбеговић изазвао је скандал на коференцији за штампу згради председништва Србије кад је на став новинара председнику Србије Александру Вучићу и предсједавајућем Предсједништва БиХ Драгану Човићу да спољна политика Сарајева у односу на отворена унутрашња питања Србије не може бити прилагођена ставовима Београда.
  - Амерички председник Доналд Трамп поручио је да је дошао тренутак да Јерусалим буде званично признат као престоница Израела. ЕУ "озбиљно забринута" због одлуке Трампа. Оштре осуде и жестоке реакције исламских земаља.
- 7. децембар — Црвена звезда – Келн 1:0 (1:0). Фудбалери Црвене звезде савладали су у "мечу деценије“, у последњем колу Х групе, екипу Келна и изборили после 25 година пласман у нокаут фазу Лиге Европе. Стрелац победоносног гола био је Славољуб Срнић у 22. минуту меча у Београду.
  - На хиљаде људи је евакуисано, а на стотине домова је уништено пред ватреном стихијом која је захватила југ Калифорније.
    - Почела Трећа Интифада и Израелу након признања Америчког председника Доналда Трампа да призна Јерусалим за главни град Израела. Након тога су уследили велики протести и нереди Палестинаца и Израелска војска ранила је најмање 38 особа пошто је запуцала на демонстранте окупљене на протестима на Западној Обали и Појасу Газе, поводом америчког признања Јерусалима као престонице Израела.
- 8. децембар — Парламент Аустралије је усвојио закон којим су дозвољени истополни бракови.
- 9. децембар — Премијер Ирака Хајдер ел Абади изјавио је да је завршен рат који се три године водио против џихадиста Исламске државе у Ираку.
- 10. децембар — У престоници Ирака, унутар зелене зоне Багдада, одржана је војна парада поводом објављене победе над терористичком Исламском државом, док је Војну параду надгледао је премијер Ирака Хајдер ел Абади, који је прогласио је 10. децембар за државни празник.
- 11. децембар — Сиријска арапска армија покренула је офанзиву на град Бејт Џин у северном делу Голанске висоравни где се налази енклава Сиријских побуњеника и организације Тахрир ел Шам.
- 12. децембар — Председник Србије Александар Вучић састао се у Паризу са председником Француске Емануелом Макроном, са којим је разговарао о билатералним односима и економској сарадњи две земље. Макрон је најавио да ће посетити Србију пре лета 2018. године.
- 17. децембар — Планирано полетање руске летелице Сојуз са нова три члана Експедиција 54 / 55 на Међународној свемирској станици. Посаду чине Антон Шкаплеров, Скот Тингл и Норишиге Канај.
  - Себастијан Пињера победио је у првом кругу председничких избора у Чилеу.
- 18. — 20. децембар — Председник Републике Србије Александар Вучић боравио је у тродневној посети Руској Федерацији.
- 18. децембар — Себастијан Курц је постао канцелар Републике Аустрије, а лидер Слободарске партије Аустрије Хајнц-Кристијан Штрахе Вицеканцелар.
- 19. децембар — Председник Србије Александар Вучић у Москви разговарао са председником Русије Владимиром Путином и на заједничкој конференцији за новинаре потврдио да Србија неће уводити санкције Русији. Путин је изјавио да ће Русија наставити да пружа подршку суверенитету и територијалном интегритету Србије.
- 20. децембар — Кошаркашки савез Србије је за најбоље појединце у текућој години прогласио Богдана Богдановића и Јелену Миловановић.
- 21. децембар — Генерална скупштина УН је на ванредној седници, са 128 гласова „за“ и девет „против“, прогласила америчко признање Јерусалима као престонице Израела ништавним. Од земаља из окружења против америчке одлуке гласали су Србија, Словенија, Македонија и Црна Гора, док су уздржане биле Босна и Херцеговина и Хрватска.
  - У Хагу је одржана церемонија затварања Хашки трибунал Међународног суда за бившу Југославију, који ће 31. децембра, после 24 године, званично престати да постоји. Церемонија, којој су присуствовали многи званичници, међу којима и холандски краљ Виљем-Александер, званичници из Србије, као и из других бивших југословенских република, чији су држављани током протекле 24 године процесуирани пред тим судом, почела је минутом ћутања за све жртве.
- 22. децембар — Олимпијски комитет Србије је за најбоље српске спортисте у 2017. години прогласио теквондисткињу Милицу Мандић и кајакаше Миленка Зорића и Марка Томићевића.
  - Амерички медији објавили да је Конгрес наложио шефу Пентагона да у 2018. припреми анализу безбедносне сарадње Русије и Србије, као и БиХ и Македоније, које нису у НАТО. Извештај треба да садржи детаљан списак руског оружја и војне опреме и технологије у вредности већој од милион долара, које су земље купиле или добиле од Русије од 2012. године до данас, као и списак војних вежби и обука и закључених споразума са Русијом.
    - Администрација америчког председника Доналда Трампа одобрила је план о достављању оружја Украјини.
- 23. децембар — Најмање 180 људи је погинуло, а на десетине се воде као нестали, након што је тропска олуја погодила јужни дио Филипина.
- 26. децембар — Елитне Тигрове снаге су извеле снажан напад на положаје терориста на граници провинције Хама-Идлиб потискујући припаднике организације Хаџат Тахрир ел Шам чиме је почела велика војна операција Сиријске арапске армије на северозападу Сирије уз снажне ваздушне ударе Руског ратног ваздухопловства. Циљ воје операције је заузимање највеће енклаве Сиријских побуњеника након пада Исламске Државе на истоку државе почетком месеца у шестогодишњем грађанском рату.
  - Некадашњи фудбалер Џорџ Веа победио је у другом кругу председничких избора у Либерији.
- 28. децембар — У Ирану су због повећања цена комуналних услуга избили велики грађански протести који су наредних дана постали насилни уз бројне жртве.
  - У самоубилачком нападу у Кабулу убијено је најмање 40 људи.
- 30. децембар — Око 4.000 људи учествује данас на скупу у знак подршке влади у Техерану, после дводневних економских протеста у више градова.
- 31. децембар — Хашки трибунал званично затворен.
  - Иранска полузванична агенција Мер објавила је да је на митингу одржаном током ноћи убијено двоје демонстраната у оквиру протеста који су захватили Иран.
    - Влада Костарике је саопштила да се срушио авион у којем је било 12 особа.

## Смрти

### Јануар
- 2. јануар — Мирослав Читаковић, српски филмски и позоришни глумац (*1936)[1]
- 3. јануар: 
  - Иво Брешан, хрватски књижевник (*1936)[2]
  - Невенка Недељковић, српски лектор, етнолог и писац (*1947)
- 4. јануар — Властимир Трајковић, српски композитор и музички педагог (*1947)[3]
- 7. јануар — Марио Соарес, португалски политичар и бивши председник (*1924)[4]
- 8. јануар: 
  - Акбар Хашеми Рафсанжани, ирански политичар и бивши председник (*1934)
  - Јованка Николић, српска књижевница (*1952)[5]
- 9. јануар — Зигмунт Бауман, пољски социолог (*1925)
- 10. јануар — Роман Херцог, немачки политичар и бивши председник (*1934)[6]
- 13. јануар:
  - Мики Јевремовић, српски певач (*1941)[7]
  - Томислав Стевановић, српски машински инжињер и песник (*1948)
  - Анте Дамић, генерал-потпуковник ЈНА (*1923)
  - Николај Иванович Дубина, доктор филолошких наука, професор на универзитету и члан Академије наука високог образовања Украјине (*1932)
- 16. јануар — Џин Сернан, амерички астронаут (*1934)
- 17. јануар — Владимир Трифуновић, генерал-мајор ЈНА (*1938)[8]
- 20. јануар — Олга Милутиновић, некадашња прва дама Србије 1997–2002. (*1949)
- 23. јануар:
  - Горден Кеј, британски глумац (*1941)[9]
  - Бошко Крунић, југословенски друштвено-политички радник (*1929)[10]
- 25. јануар:
  - Џон Херт, британски глумац (*1940)[11]
  - Мери Тајлер Мур, америчка глумица (*1936)[12]
- 27. јануар — Емануел Рива, француска глумица и песникиња (*1927)[13]
- 30. јануар — Богић Богићевић, српски фудбалски тренер (*1955)[14]
- 31. јануар — Владимир Бован, српски историчар књижевности (*1927)

### Фебруар
- 2. фебруар:
  - Предраг Матвејевић, југословенски и хрватски књижевник (*1932)[15]
  - Шуничиро Окано, јапански фудбалер (*1931)[16]
- 3. фебруар — Дритеро Аголи, албански песник, писац и политичар (*1931)
- 6. фебруар — Роже Валковјак, француски професионални бициклиста (*1927)[17]
- 7. фебруар — Ана Радмиловић, српска књижевница и новинарка (*1974)
- 8. фебруар — Михаил Толстих Гиви, доњецки војни заповедник (*1980)[18]
- 9. фебруар — Љубиша Беара, пуковник Војске Републике Српске (*1939)
- 11. фебруар — Фаб Мело, бразилски кошаркаш (*1990)[19]
- 17. фебруар — Торе Ериксон, шведски биатлонац (*1937)
- 18. фебруар — Крсто Шканата, југословенски и српски филмски редитељ (*1924)[20]
- 20. фебруар — Виталиј Чуркин, руски дипломата (*1952)[21]
- 21. фебруар — Кенет Ароу, амерички економиста и добитник Нобелове награде за економију (*1921)
- 25. фебруар — Бил Пакстон, амерички глумац и режисер (*1955)[22]
- 27. фебруар — Јелена Берберовић, српски филозоф (*1938)

### Март
- 2. март — Мирјана Вукојичић, српска глумица (*1947)[23]
- 3. март — Ремон Копа, француски фудбалер (*1931)
- 4. март — Лазар Стојановић, српски режисер и глумац (*1944)[24]
- 6. март — Бранка Станарчић, српска фолк певачица (*1953)[25]
- 7. март — Ханс Георг Демелт, немачки и амерички физичар, добитник Нобелове награде за физику (*1922)[26]
- 10. март — Џон Сертиз, енглески возач формуле 1 (*1934)[27]
- 15. март — Никола Тасић, српски археолог и члан САНУ-а (*1932)[28]
- 17. март — Дерек Волкот, књижевник из Свете Луције и добитник Нобелове награде за књижевност 1992. године. (*1930)[29]
- 18. март: 
  - Чак Бери, амерички музичар (*1926)[30]
  - Небојша Спаић, српски новинар и главни уредник недељника НИН (*1961)
- 19. март — Роже Пенжон, француски бициклиста (*1940)[31]
- 20. март — Дејвид Рокфелер, амерички банкар (*1915)
- 22. март — Михајло Плескоњић, српски позоришни и филмски глумац (*1958)[32]
- 29. март — Алексеј Абрикосов, руски и амерички теоријски физичар, добитник Нобелове награде за физику (*1928)[33]

### Април
- 1. април — Јевгениј Јевтушенко, руски и совјетски књижевник (*1932)[34]
- 6. април — Дон Риклс, амерички комичар (*1926)[35]
- 7. април — Реља Башић, југословенски и хрватски глумац (*1930)[36]
- 9. април — Војислав Становчић, српски академик и доктор политичких наука (*1930)
- 10. април — Вук Куленовић, српски композитор (*1946)
- 12. април — Чарли Марфи, амерички глумац, комичар и писац (*1959)[37]
- 13. април — Роберт Тејлор, амерички информатичар (*1932)
- 14. април: 
  - Надежда Абрамовић, некадашња српска и југословенска рукометашица (*1946)[38]
  - Ива Зупанчич, југословенска и словеначка глумица (*1931)[39]
- 15. април — Ема Морано, италијанска суперстогодишњакиња (*1899)[40]
- 16. април — Дарко Марушић, српски архитекта (*1940)
- 18. април — Велимир Радичевић, Народни херој Југославије, генерал-пуковник ЈНА (*1914)
- 19. април — Раша Попов, српски књижевник и публициста (*1933)[41]
- 21. април — Владимир Стојанчевић, српски историчар и члан САНУ-а (*1923)[42]
- 22. април — Микеле Скарпони, италијански професионални бициклиста (*1979)
- 25. април — Никола Јанковић, српски вајар и члан САНУ-а (*1926)[43]
- 26. април — Џонатан Деми, амерички филмски редитељ, сценариста и продуцент (*1944)[44]
- 27. април — Вито Акончи, амерички архитекта и уметник (*1940)

### Мај
- 5. мај — Владо Микић, свештеник СПЦ и професор богословије (*1940)
- 9. мај — Роберт Мајлс, италијански музичар (*1969)
- 10. мај — Радослав Лазић, српски редитељ, естетичар и драмски педагог (*1939)[45]
- 12. мај: 
  - Игор Коларов, српски писац за децу и публициста (*1973)
  - Мауно Коивисто, фински политичар (*1923)
  - Раде Марковић, српски илустратор, карикатуриста и историчар уметности (*1955)
- 15. мај — Мирко Миочић, хрватски квизоман (*1956)[46]
- 17. мај — Тодор Веселиновић, југословенски и српски фудбалер (*1930)[47]
- 18. мај: 
  - Крис Корнел, амерички рок музичар (*1964)[48]
  - Жак Фреско, амерички архитекта, научник и футуриста (*1916)
- 19. мај: 
  - Светлана Гајинов Ного, српска песникиња и сликарка (*1960)
  - Станислав Петров, руски пуковник (*1939)
- 23. мај — Роџер Мур, британски глумац (*1927)[49]
- 24. мај: 
  - Драгомир Станојевић, познатији као Бата Камени, српски каскадер (*1941)[50]
  - Лукијан Владулов, епископ осјечкопољски и барањски СПЦ (*1933)[51]
- 26. мај: 
  - Збигњев Бжежински, амерички политиколог и геостратег (*1928)
  - Лаура Бјађоти, италијанска модна креаторка (*1943)
- Станислав Никић — српски лекар, неуропсихијатар (*1936)
- 29. мај:
  - Константин Мицотакис, грчки политичар и некадашњи премијер те земље (*1918)[52]
  - Мануел Норијега, панамски генерал и диктатор (*1934)

### Јун
- 1. јун — Алојз Мок, аустријски политичар (*1934)[53]
- 4. јун — Хуан Гојтисоло, шпански писац (*1931)[54]
- 5. јун — Драган Мићаловић, српски позоришни и филмски глумац (*1950)[55]
- 12. јун — Чарлс Текер, амерички научник из области рачунарства (*1943)[56]
- 16. јун — Хелмут Кол, некадашњи немачки канцелар (*1930)
- 18. јун — Гашпер Тич, словеначки филмски, телевизијски и позоришни глумац (*1973)[57]
- 19. јун — Золтан Сароси, канадски шахиста мађарског порекла (*1906)
- 22. јун: 
  - Богољуб Митић Ђоша, српски глумац и хумориста (*1968)[58]
  - Квет Масире, бивши председник Боцване (*1925)
- 23. јун — Мило Глигоријевић, српски новинар, издавач и публициста (*1942)[59]
- 24. јун — Нилс Нилсон, шведски хокејаш и двоструки светски првак (*1936)
- 27. јун: 
  - Душан Батаковић, српски историчар и дипломата (*1957)[60]
  - Питер Л. Бергер, амерички социолог (*1929)[61]
- 28. јун — Душан Давидовић, свештеник СПЦ-а (*1946)[62]
- 30. јун — Симон Веј, француска политичарка и адвокат (*1927)[63]

### Јул
- 3. јул — Паоло Вилађо, италијански глумац и комичар (*1930)[64]
- 4. јул — Миодраг Лончар, југословенски и хрватски филмски и позоришни глумац (*1929)[65]
- 5. јул — Миливоје Мића Марковић, српски композитор, кларинетиста и саксофониста (*1939)[66]
- 9. јул — Иља Глазунов, руски уметник (*1930)
- 13. јул: 
  - Љу Сјаобо, кинески писац и активиста, добитник Нобелове награде за мир 2010. (*1955)
  - Чарлс Бакман, амерички информатичар (*1924)[67]
- 14. јул — Марјам Мирзахани, иранска математичарка (*1977)
- 15. јул — Мартин Ландау, амерички глумац (*1928)[68]
- 16. јул — Џорџ Ромеро, америчко-канадски глумац, режисер и сценариста (*1940)[69]
- 20. јул: 
  - Честер Бенингтон, амерички певач (*1976)
  - Бранко Вујовић, српски историчар уметности (*1935)
- 21. јул: 
  - Предраг Гојковић Цуне, српски певач староградских песама (*1932)[70]
  - Хрвоје Шаринић, хрватски политичар и 4. премијер Хрватске (*1935)
- 30. јул — Антон Вратуша, словеначки политичар и 8. премијер Словеније (*1915)
- 31. јул — Жана Моро, француска глумица (*1928)[71]

### Август
- 2. август: 
  - Томо Курузовић, српски позоришни, филмски и телевизијски глумац, режисер и књижевник (*1930)[72]
  - Петар Пајић, српски песник и прозаиста (*1935)
- 6. август — Ђуро Затезало, српски педагог, правник и историчар. (*1931)
- 11. август: 
  - Петер Биргер, немачки теоретичар књижевности (*1936)
  - Израел Криштал, својевремено најстарији живи мушкарац на свету (*1903)
- 20. август: 
  - Џери Луис, амерички комичар, глумац и редитељ (*1926)[73]
  - Радош Чубрић, југословенски бициклиста (*1934)[74]
  - Маргот Хилшер, немачка певачица и глумица (*1919)[75]
- 21. август: 
  - Бајрам Реџепи, албански политичар са Космета (*1954)
  - Борис Спремо, канадски фотограф српског порекла (*1935)
- 22. август — Фејат Сејдић, српски трубач (*1941)[76]
- 27. август — Милена Булатовић Шијачки, српска филмска и позоришна глумица (*1936)[77]
- 29. август — Харолд Харли, канадски хокејаш на леду (*1929)[78]
- 30. август — Луиза Л. Хеј, амерички мотивациони аутор (*1926)

### Септембар
- 3. септембар — Џон Ешбери, амерички књижевник (*1927)
- 5. септембар — Николас Блумберген, холандско-амерички физичар, добитник Нобелове награде за физику (*1920)[79]
- 6. септембар — Александар Вујић, српски композитор, пијаниста и диригент (*1945)
- 8. септембар — Љубиша Самарџић, српски позоришни, филмски и телевизијски глумац и режисер (*1936)[80]
- 9. септембар — Миланка Динић, српска сликарка наивне уметности (*1938)
- 10. септембар — Ирена Мичијевић, српска позоришна, филмска и телевизијска глумица (*1972)[81]
- 11. септембар — Петар Лазић, српски новинар, књижевник, публициста и универзитетски професор (*1960)[82]
- 13. септембар: 
  - Славко Голдштајн, хрватски историчар, политичар и публициста (*1928)[83]
  - Нада Ђуревска, босанскохерцеговачка глумица (*1952)[84]
  - Френк Винсент, амерички глумац, музичар, писац и предузетник (*1937)[85]
- 14. септембар — Младен Шварц, хрватски десничарски политичар и публициста (*1947)
- 19. септембар — Џејк Ламота, професионални амерички боксер (*1922)[86]
- 23. септембар — Урош Стојановић, српски редитељ (*1973)[87]
- 27. септембар — Хју Хефнер, амерички издавач и оснивач Плејбоја (*1926)[88]
- 28. септембар: 
  - Вишња Ђорђевић, српска примабалерина (*1938)[89]
  - Жељко Перушић, некадашњи југословенски фудбалер (*1936)[90]

### Октобар
- 2. октобар: 
  - Дона Арес, босанскохерцеговачка фолк певачица (*1977)[91]
  - Том Пети, амерички кантаутор (*1950)[92]
- 3. октобар — Џалал Талабани — ирачки политичар курдског порекла (*1933)[93]
- 7. октобар — Антун Рудински, некадашњи југословенски фудбалер (*1937)[94]
- 9. октобар: 
  - Алан Чумак, руски исцелитељ и новинар (*1935)
  - Јожеф Тот II, мађарски фудбалер (*1929)
- 13. октобар — Десимир Јевтић, српски политичар и доктор наука (*1938)[95]
- 18. октобар: 
  - Исам Захредин, генерал мајор Сиријске армије (*1961)
  - Зоран Грмаш, српски графичар и сликар (*1970)
- 20. октобар — Љубомир Убавкић Пендула, српски позоришни и филмски глумац (*1931)[96]
- 24. октобар — Фетс Домино, амерички пијаниста и кантаутор (*1928)
- 25. октобар — Небојша Деветак, српски песник (*1955)
- 27. октобар — Каталин Секе, мађарска пливачица (*1935)

### Новембар
- 6. новембар — Ричард Ф. Гордон, амерички астронаут (*1929)[97]
- 9. новембар — Шајла Стајлз, канадска порнографска глумица (*1982)[98]
- 15. новембар — Лил Пип, амерички репер (*1996)
- 17. новембар — Салваторе Рина, италијански мафијаш и својевремено први човек Коза Ностре (*1930)
- 18. новембар — Малколм Јанг, аустралијски гитариста и један од оснивача групе AC/DC (*1953)[99]
- 19. новембар: 
  - Јана Новотна, некадашња чешка тенисерка и победница Вимблдона (*1968)
  - Чарлс Менсон, амерички криминалац и вођа секте[100]
- 22. новембар — Дмитри Хворостовски, руски оперски певач (*1962)[101]
- 29. новембар — Слободан Праљак, хрватски генерал и политичар (*1945)

### Децембар
- 1. децембар — Здравко Марјанац, српски демограф и декан ПМФ у Бањалуци (*1939)[102]
- 2. децембар — Никола Шпеар, некадашњи југословенски и српски тенисер (*1944)
- 4. децембар — Али Абдулах Салих, јеменски фелдмаршал и бивши председник Републике Јемен (*1942)
- 5. децембар — Михај Румунски, румунски суверен и последњи краљ те земље (*1921)
- 15. децембар — Милан Кешељ, српски сликар (*1949)
- 18. децембар — Ким Џонг-Хјун, јужнокорејски певач (*1990)[103]
- 21. децембар — Брус Макендлес, амерички астронаут (*1937)

## Нобелове награде
- Физика — Рајнер Вајс, Бери Бариш и Кип Торн
- Хемија — Жак Дибоше, Јоахим Франк и Ричард Хендерсон
- Медицина — Џефри Хол, Мајкл Росбаш и Мајкл Јанг
- Књижевност — Казуо Ишигуро
- Мир — Међународна кампања за укидање нуклеарног оружја
- Економија — Ричард Талер